# كريستوفر شاندلير (رجل أعمال)
كريستوفر شاندلير (بالإنجليزية: Christopher Chandler)‏ هو شخصية أعمال نيوزيلندي ومالطي، ولد في 1960 في Matangi, New Zealand ‏.